# Veľký Ďur
Veľký Ďur je obec na Slovensku v okrese Levice. Obec vznikla v roce 1960 sloučením Horného a Dolného Ďura a Rohožnice. Žije v ní přibližně 1 300 obyvatel.

## Historie

### Společné dějiny částí obce
První písemné stopy o obci jsou z roku 1230, kde byl u jména držitele uveden název Geurud Mochuna. V roce 1298 je stejný zápis v testamentu nacházejícím se v Ostřihomi, v roce 1329 na výsadní listině je možno najít zmínky týkající se rodiny Győrödi, v roce 1370 byla jedenkrát nalezena poznámka o třech Győrödről-Ďúradoch, i když dnes víme jen o dvou obcích s názvem Győröd – Alsó a Felső (Horní a Dolní), předtím označované Kis a Nagy Győröd. Držba těchto obcí je spojena s majiteli panství Levice.
Roku 1321 Július z Topoľčianok vydal Levický hrad po smrti Matúše Čáka králi Karlu Robertovi. V roce 1330 po atentátu na Karla Roberta ho dostal jeho syn Petr. V roce 1388 král Zikmund Lucemburský daroval Levický hrad a hradní panství Ladislavovi ze Šarovců (Ladislaus de Saro), předkovi rodiny Levických. Od roku 1396 se syn Ladislava ze Šarovců uvádí v listinách jako Petr z Levíc (de Leva).
V roce 1412 dal král Zikmund listinou nova donátio ad reá Istvánovi a Jánosovi Imreovců obce nazývané Győrödi do budoucí držby; ale už v roce 1419 byl jako držitel obce s názvem Nagygyőrödi uvedený Pobor István – zeman z Ďúra (Győr). V roce 1434 se krajem přehnali husité, vypálili Levický hrad, přičemž byly zničeny archívní materiály a výsadní listiny zemanů, a zpustošili okolní obce.
Listina z roku 1506 uvádí Lévaia a Harasztiaka jako hospodáře v obci, přičemž názvy obcí byly uvedeny jako Gyevrevd.
V roce 1573 Turci zničili vesnici, v roce 1615 byly jako majitelé obce zmínění i Forgáčovci, v roce 1663 obec znovu přepadli Turci. 29. října 1663 zde tábořil Mihail Apaffy I., princ z Transylvánie (1632–1690). V letech 1709–1710 v Levici a v okolních obcích vypukla morová epidemie, která si vyžádala mnoho lidských obětí.
Po Rákoczyho povstání panství vlastnili Esterházy a Schoellerovci, ale Malý Ďurad patřil rodinám Zichyovců a Peli Nagyovů. V té době Velký Ďurad měl 330 obyvatel. V roce 1886 celá vesnice vyhořela.
Hranicí obce je Patyi puszta, která byla kdysi samostatnou obcí a také patřila k panství Levice. Již v roce 1321 najdeme písemné záznamy, když ji král Karel daroval Michalovi, v roce 1423 patřila ďúradské rodině Pobor, pozdějším zemanům z Ďura (Győr). V roce 1527 byla uvedena mezi zničenými vesnicemi. K Győrödu patřila osada Bárcz, která byla potom samostatnou obcí.

### Horný Ďúr
Obec se vyvinula v katastru obce Ďúr, doložené v letech 1205 – 1235 jako Geurud Superior, později Geurud eccelesiastica, Geurud Superior (1278), Maly Gyurad (1773), Maly Jurad (1808), Horný Ďúrad (1920) a Horný Ďur (1948), maď. Felsőgyőröd.
Podle záznamů z listín z roku 1298 v maďarském městě Esztergom patřila sem ještě i třetí obec Geurud Mochuna, všechny tři měly společného majitele. Zmínky o třetí obci jsou i z let 1329 a 1370 i když dnes víme jen o dvou "Győrödöt" Horný a Dolný, jsou signály i pro třetí, neboť se ukázalo, že z hlediska držby je jejich historie do značné míry stejná.
Obec byla v letech 1938 – 1945 připojena k Maďarsku.
K obci patřily osady Chladnov a Galiba, nacházející se v blízkosti Mochovců, doložené v II. a III. vojenském mapování Uherska v letech 1819 – 1869 jako panství Kegleviče. Obývané byly přibližně do roku 1980, dnes jsou už opuštěné. Na jihovýchodní straně za obcí vedle hřbitova je Památník padlým z roku 1919. Před budovou bývalé jednotřídní základní školy stojí dřevěná zvonice. Za obcí směrem na Rohožnici je kaple Panny Márie Lurdské. V obci lze vidět zbytky tradiční lidové architektury, a to například studny kryté stříškou ve dvorech (hlavně u hlavní silnice z Vráblů do Levic).

### Dolný Ďur
Obec se vyvinula v katastru obce Ďúr. Je doložená od roku 1274 jako Geurud, později Welky Gyurad (1773), Welký Jurad (1808), Dolný Ďúrad (1920), Dolný Ďur (1948), maď. Alsógyőröd. Patřila zemanům z Ďúra a od roku 1506 panství Levice. V roce 1574 zničili obec Turci. Obec měla zemědělský ráz. V letech 1938 – 1945 byla obec připojena k Maďarsku.

### Rohožnica
Existence obce je doložena od roku 1290 jako Gekenus, později Gekynes (1322), Gekemus (1340), Ďekýneš (1808), Dekeneš (1920), Rohožnica (1948), maď. Kisgyékénes. Patřila zemanům z Kálné, v roce 1496 zemanům z Trávnice, od roku 1512 paulínom z Veľkých Lovců, koncem 18. století veřejným nadacím. V roce 1663 ji vyplenili Turci. V letech 1938 – 1945 byla obec připojena k Maďarsku.
Zajímavostí v obci je ložisko dřevního opálu z mladších třetihor nacházející se na pravém břehu Ďurského potoka, nedaleko vodní nádrže.

### Osada Barc
Písemná zmínka pochází z roku 1273. Patřila rodině Hunt-Poznanovců a ostrihomské kapitule.

## Přírodní poměry
Obec se nachází v Levickém okrese. Leží ve východní části Pohronské pahorkatiny v dolině Ďurského potoka. V katastrálním území Dolný Ďur leží národní přírodní rezervace Patianska cerina. Obcí protéká Ďurský potok a nachází se v ní Ďurský rybník. Ďurský potok (délka 8 km 47 m) pramení severně od obce Horný Ďur, ústí do Hronu jižně od Kalné nad Hronem.

## Části obce
Obec se dělí na tři části, které v minulosti existovaly samostatně:
- Horný Ďur
- Dolný Ďur
- Rohožnica

## Náboženství
Obec je sídlem římskokatolické farnosti, do jejíhož území patří obce Veľký Ďur, Lula a Tehla.